# Tamale City FC
Der Tamale City Football Club ist ein 2018 gegründeter Fußballverein aus der ghanaischen Stadt Tamale. Aktuell spielt der Verein in der zweiten Liga des Landes, der Division One League.

## Stadion
Der Verein trägt seine Heimspiele imTamale-Stadion in Tamale aus. Das Stadion hat ein Fassungsvermögen von 21.017 Personen.

## Trainerchronik
| Trainer        | Nation | von             | bis |
| -------------- | ------ | --------------- | --- |
| Wahid Mohammed | Ghana  | 30. August 2022 |     |